# Projekt 21180M
Projekt 21180M je lodní třída ledoborců ruského námořnictva. Celkem byly objednány dvě jednotky této třídy. Prototyp je ve službě od roku 2024. Tato třída je zmenšeným a méně nákladným derivátem ledoborce projektu 21180 Ilja Muromec.

## Stavba
Ledoborce navrhla ruská konstrukční kancelář Vympel. V roce 2017 byla stavba dvou jednotek objednána u ruské loděnice Almaz v Petrohradu. Stavba prototypové jednotky Jevpatij Kolovrat začala roku 2018. Zkoušky ledoborec zahájil byl do služby zařazen 26. července 2024. Stal se součástí Tichooceánského loďstva.
Jednotky projektu 21180M:
| Jméno             | Založení kýlu     | Spuštěna           | Vstup do služby   | Status    |
| ----------------- | ----------------- | ------------------ | ----------------- | --------- |
| Jevpatij Kolovrat | 12. prosince 2018 | 24. listopadu 2020 | 26. července 2024 | aktivní   |
| Svjatogor         | 1. září 2023      |                    | 2027 (plán)       | ve stavbě |

## Konstrukce

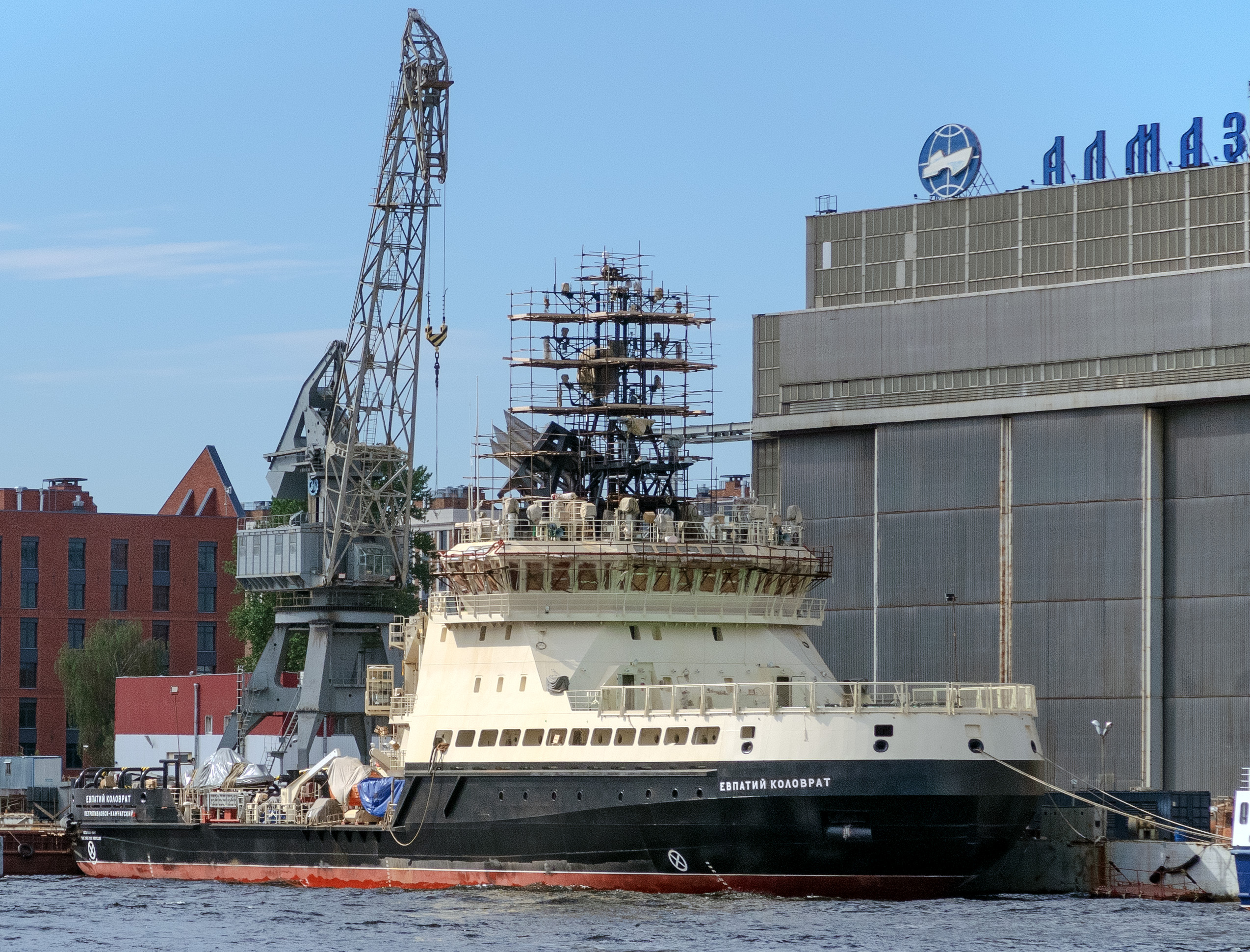
Jevpatij Kolovrat

Plavidlo dokáže plout až jeden metr silným ledem. Na palubě je přistávací plocha pro vrtulník Ka-27PS. Pohonný systém tvoří tři dieselgenerátory, pohánějící jeden lodní šroub s pevnými lopatkami, dva azipody a jedno příďové dokormidlovací zařízení. Nejvyšší rychlost dosahuje čtrnáct uzlů. Dosah je 7600 námořních mmil.